# Coelioxys subtropicalis
Coelioxys subtropicalis är en biart som beskrevs av Holmberg 1887. Coelioxys subtropicalis ingår i släktet kägelbin, och familjen buksamlarbin. Inga underarter finns listade i Catalogue of Life.